# Alexander Grünwald
Alexander Grünwald (Klagenfurt, 1 mei 1989) is een Oostenrijks voetballer die doorgaans als aanvallende middenvelder speelt. In juli 2011 verruilde hij SC Wiener Neustadt voor Austria Wien.

## Clubcarrière
Grünwald begon zijn carrière bij de jeugd van FC Kärnten en werd in 2003 opgenomen in de jeugdopleiding van Austria Wien. Op 11 juli 2007 maakte hij zijn debuut in de Bundesliga in de uitwedstrijd tegen SK Sturm Graz. Grünwald kwam een minuut voor tijd Yüksel Sariyar vervangen. Blessures hielden hem de rest van het seizoen van het veld waaronder een kruisbandoperatie in januari 2008. Vanaf het seizoen 2008/09 maakte hij de overstap naar SC Wiener Neustadt, toen uitkomend in de 2. Liga. Door zijn operatie in januari was Grünwald nog niet fit tijdens het seizoensbegin en ook de rest van het seizoen verliep moeiteloos. Tijdens hetzelfde seizoen werd hij kortelings uitgeleend aan SV Wienerberg. Pas op de laatste speeldag van het seizoen speelde Grünwald de volledige wedstrijd op het terrein van FC Lustenau 07. Wiener Neustadt behaalde de titel en mocht bijgevolg de promotie vieren naar de Bundesliga. Vervolgens werd Grünwald meer en meer een basisspeler. Op 19 maart 2010 maakte Grünwald zijn eerste doelpunt in de Bundesliga in de met 2–3 gewonnen wedstrijd tegen Kapfenberger SV. 
In de zomer van 2011 verhuisde Grünwald naar Austria Wien. In het seizoen 2012/13 werd hij met Austria Wien landskampioen met 5 punten voorsprong op Red Bull Salzburg. 

## Nationale ploeg
Grünwald doorliep enkele Oostenrijkse jeugdreeksen waaronder de U18, U19, U20 en U21.

## Clubstatistieken
| Seizoen     | Club               | Competitie  | Competitie | Competitie | Beker | Beker | Internationaal | Internationaal | Totaal | Totaal |
| Seizoen     | Club               | Competitie  | Wed.       | Dlp.       | Wed.  | Dlp.  | Wed.           | Dlp.           | Wed.   | Dlp.   |
| ----------- | ------------------ | ----------- | ---------- | ---------- | ----- | ----- | -------------- | -------------- | ------ | ------ |
| 2007/08     | Austria Wien       | Bundesliga  | 1          | 0          | —     | —     | —              | —              | 1      | 0      |
| 2008/09     | SC Wiener Neustadt | 2. Liga     | 13         | 1          | 3     | 0     | —              | —              | 16     | 1      |
| 2008/09     | → SV Wienerberg    | RL Ost      | 5          | 0          | —     | —     | —              | —              | 5      | 0      |
| 2009/10     | SC Wiener Neustadt | Bundesliga  | 28         | 2          | 5     | 2     | –              | –              | 33     | 4      |
| 2010/11     | SC Wiener Neustadt | Bundesliga  | 33         | 6          | 1     | 0     | –              | –              | 34     | 6      |
| 2011/12     | Austria Wien       | Bundesliga  | 22         | 3          | 4     | 0     | 9              | 1              | 35     | 4      |
| 2012/13     | Austria Wien       | Bundesliga  | 26         | 7          | 5     | 1     | –              | –              | 31     | 8      |
| 2013/14     | Austria Wien       | Bundesliga  | 13         | 2          | 1     | 1     | 3              | 0              | 17     | 3      |
| 2014/15     | Austria Wien       | Bundesliga  | 31         | 7          | 6     | 4     | –              | –              | 37     | 11     |
| 2015/16     | Austria Wien       | Bundesliga  | 33         | 9          | 4     | 2     | –              | –              | 37     | 11     |
| 2016/17     | Austria Wien       | Bundesliga  | 36         | 11         | 2     | 0     | 9              | 4              | 47     | 15     |
| 2017/18     | Austria Wien       | Bundesliga  | 9          | 1          | 1     | 0     | 2              | 0              | 12     | 1      |
| 2018/19     | Austria Wien       | Bundesliga  | 11         | 4          | 2     | 1     | –              | –              | 13     | 5      |
| Club totaal | Club totaal        | Club totaal | 261        | 53         | 34    | 11    | 23             | 5              | 318    | 69     |

Bijgewerkt op 25 november 2018
2 Gluhakovic ·
3 Jarjué ·
4 Jeggo ·
5 Demaku ·
6 Hahn ·
7 Sax ·
8 Zwierschitz ·
10 Grünwald ·
11 Pichler ·
13 Lucic ·
14 Monschein ·
15 Serbest ·
16 Prokop ·
17 Klein ·
18 Schoissengeyr ·
19 Yateke ·
20 Edomwonyi ·
22 Cavlan ·
23 Palmer-Brown ·
24 Borković ·
26 Turgeman ·
27 Ebner ·
28 Martschinko ·
30 Madl ·
32 Pentz ·
36 Fitz ·
39 Sarkaria ·
46 Handl ·
99 Kos ·
Coach: Ilzer